# Suica
Suica(일본어: スイカ 스이카[*])는 2001년 11월 18일에 동일본 여객철도(이하 JR 동일본)가 도쿄 근교 구간에 처음으로 도입한 교통 카드로, 소니의 비접촉형 IC카드인 FeliCa의 기술을 적용하였다. 승차권은 물론 전자 화폐로도 이용할 수 있다. 'Suica'라는 단어는 JR 동일본의 등록상표로 등록되어 있다.
Suica의 일종으로, 도쿄 모노레일에서 발행하고 있는 모노레일 Suica와 도쿄 임해 고속 철도에서 발행하는 린카이 Suica가 있다.
PASMO·ICOCA·TOICA와 상호 이용(공통 이용)이 일부를 제외하고 행해지고 있다.

## 개요
동일본 여객철도에서 개발했으며, 당초에는 동일본 여객철도의 자사 선구 전용으로 도입하였다. 2008년 11월말 기준으로 발행 매수는 약 2,674만 장, 전자 화폐 대응 카드는 약 2,410만 장이다. Suica의 발매 전에도 동사에서는 자동 매표기에서 승차권을 사지 않고도 개찰구를 통과해 승차할 수 있는 선불 카드인 '이오 카드'(자기식)가 발매되고 있었지만, Suica는 이오 카드와 같이 자동 매표기에서 승차권을 사지 않아도 승차할 수 있는 것 외에도 자동 정산기으로의 정산 기능, 반복 사용할 수 있는 기능, 정기권 기능, 그린권 기능, 역내 매점이나 거리의 일부 점포에서의 상품 대금의 지불에도 이용할 수 있는 전자 화폐기능 등 IC카드만이 가능한 기능이 포함되어 있다.

터치&고

비접촉형 IC카드라서 인식기에 대지 않아도 통과가 되기 때문에 반드시 카드 케이스나 가방에서 꺼내서 쓸 필요는 없다. 덧붙여 인식 범위가 반경 10cm 정도이므로 공중을 통해도 이용 가능한 경우가 있지만, Suica와 개찰기와의 통신 시간을 확보하기 위해 Suica를 꺼내어 직접 인식기에 대서 개찰기를 통과하는 사용법인 '터치 앤 고'를 추천 하고 있다.
Suica는 "Super Urban Intelligent Card"의 약칭으로, '어디든지 갈 수 있는 IC카드'라는 의미를 가지며, 명칭을 수박을 뜻하는 '스이카'라는 단어에 맞춰서 하여금 대중과 친숙하게 하고 있다. 로고 마크에서는 'ic'의 부분이 반전 표기되고 있어 IC카드인 것을 어필하고 있다. 이미지 캐릭터는 펭귄.
FeliCa는 13.56MHz의 주파수의 무선을 사용해 통신하기 위해, 통신 가능권내에 있는 복수의 FeliCa와 통신 가능하다. 안티 collision에 대응하고 있으면 복수매의 카드를 거듭해도 간섭하지 않는다고 여겨지고 있어 본카드는 대응하고 있지만, Edy는 비대응으로, 본카드와 Edy를 거듭해 사용하려고 하면 서로 간섭하는 일이 있다. 게다가 복수매의 FeliCa가 인식기로부터의 전파를 서로 빼앗아, 통신에 필요한 에너지를 공급 하지 못하고 에러를 일으키는 일이 있다. 또, IC카드로 된 운전 면허증과도 상호 간섭되어 에러가 되는 경우도 있다.
전국 각지의 규격이 같은 교통 IC카드와의 상호 이용 협정을 적극적으로 묶고 있어 이용할 수 있는 지역을 확장시키고 있다. 2010년에는 시코쿠를 제외한 JR 각사, 간토 지방 사철, 서일본 철도 및 후쿠오카 지하철의 일부에서 전자화폐 기능을 포함하여 이용하게 되었다.

## 종류
카드의 호칭과 색은 발행 각사에 따라서 다르다. 기본적으로 은빛 바탕에 Suica의 로고가 들어간 디자인이다. 2008년 12월부터 새로운 디자인의 Suica 카드가 발매되었다.
JR 동일본 발행의 카드는 황녹색의 강조가 들어간 카드로, 다음과 같은 종류가 있다.
- Suica 카드 (무기명식)

이름 등의 개인정보는 등록하지 않고, 철도 승차시의 운임 정산이나 Suica 쇼핑 서비스 가맹점에서 물건값 지불에 이용할 수 있다. 성인용만 발매하고 있으며, 소아 이용자는 아래와 같은 어린이용 My Suica를 이용한다. 다만, 디자인면이 통상과 다른 기념 카드에 대해서는 Suica·PASMO 상호 이용 기념 Suica 카드를 제외하고 리라이트 기능이 없는 무기명 전용 카드로 발행하고 있다.
- My Suica (기명식)

구입시에 이름(가타카나), 생년월일, 전화 번호 등의 개인정보를 등록한다. Suica 카드의 표면에 이름이 가타카나로 인자되어 그 개인 이외는 사용할 수 없다. 개인정보를 등록하는 것으로 하여금 분실시에 사용 정지 조치, 잔고가 보존된 새 카드로 재발급을 받을 수 있게 되어 있다.(이 경우 수수료 있음) 소아 운임을 공제하는 어린이용 My Suica가 있다. 이미 소아용의 타사 발행의 Suica나 PASMO를 소지하고 있는 경우는 구입할 수 없다.
- Suica 정기권

My Suica에 정기권 정보를 가지는 것. 성인용과 어린이용이 있다. 정기권으로서의 유효기간을 지나도 자동 정산 기능은 이용할 수 있다. 역 개찰구 직원에게 부탁하여 정기권의 유효기간 종료와 동시에 자동 정산 기능을 정지시키는 기능을 포함시킬 수도 있다.
상기의 각 Suica 카드에는 리라이트 기능이 붙어 있어 무기명식 Suica 카드를 소유하고 있으면서 나중에 개인정보를 등록하여 기명식인 My Suica로, My Suica를 소유하고 있으면서 정기권을 추가 구입하여 Suica 정기권으로 변경할 수도 있으나, 역으로 Suica 정기권이나 My Suica를 무기명식 Suica 카드로 변경할 수 없다. 그러나 Suica 정기권에서 정기권 부분을 환불하여 My Suica로 변경하는 것은 가능하다.
또, 어린이용 Suica에는 유효기간이 있어, 기한이 지나면 사용할 수 없게 된다. 계속해서 성인용을 이용하려고 한다면 JR 동일본 소속 역의 미도리노마도구치에서 성인용으로 변경하는 절차를 밟아야 한다.
도쿄 모노레일에서는 카드 색이 오렌지색, 도쿄 임해 고속 철도에서는 물색이며, 각각 모노레일 Suica 정기권과 모노레일 Suica 카드, 린카이 Suica 정기권과 린카이 Suica 카드라고 부른다. 덧붙여 2007년 3월 18일부터 발매를 개시한 사이타마 신도시 교통·센다이 공항 철도·JR 버스 간토의 3회사에서는, JR 동일본의 것과 똑같은 것을 발행하고 있다.
이처럼 Suica의 발행사는 JR 동일본 이외에도 여러 곳이지만, 카드의 기능 자체는 발행 회사에 관계없이 동일하다. 이하, 카드명의 표기는 발행 회사 관계없이 각각 'Suica 정기권', 'My Suica', '무기명식 Suica 카드'로 통일한다.
무기명식 Suica 카드는 2007년 3월 17일까지 JR 동일본에서는 'Suica 이오 카드'라고 호칭하고 있었지만, 18일부터의 서비스 변경으로 Suica 이오 카드는 발매 종료되었다.

### 구카드의 제한
- 이오 카드의 로고가 우측 상단에 들어가 있었던 Suica 이오 카드는 2007년 3월 17일에 발매 종료가 되었다. 그 후에도 무기명식 Suica 카드와 같이 사용할 수 있지만, 리라이트 기능이 없기 때문에 이 카드를 그대로 사용해 My Suica나 Suica 정기권으로 변경할 수 없고, 새로 사야 한다.
- 전자 화폐 비대응의 Suica는 버스(JR 버스 간토를 포함) 승차에 사용할 수 없다.

※특히 구별할 필요가 없는 한 2007년 3월 17일에 판매를 종료한 Suica 이오 카드 및 도쿄 모노레일·린카이의 각 구 Suica 카드에 대해서는 '구 Suica 카드'라고 기술한다.

## 구입 방법
Suica는 Suica 사용 지역 내 주요 역에 설치된 창구나 카드 발매기, 역내 매점, 지정석 매표기에서 구입할 수 있다. Suica 정기권은 역의 창구, 지정석 매표기, 정기권 발매기로 구입할 수 있다. 2020년현재 현금으로만 구매가 이루어지고있다

## 기본 규칙
구입시에는 예탁금 500 엔이 필요하고, 발매액 중 예탁금분을 뺀 만큼이 운임에 충당할 수 있는 금액이 된다. 예탁금은 카드 반환시에 같이 반환된다. 그 밖에 정기권 부분의 환불 가능액이나 SF부분의 잔액이 있는 경우는 환불 수수료로 220 엔이 공제된다. 덧붙여 잔액이 220 엔 미만의 경우는 예탁금만 환불이 된다. 반환 및 환불은 각 발행 회사에서 실시한다. 부정 승차 등의 부정행위가 있었을 경우나 Suica를 분실했을 경우는 예탁금이 반환되지 않는다.
카드 충전은 자동 매표기, 자동 정산기, 정기권 발매기(Suica 정기권의 경우), 카드 발매기, 역내의 철도 매점에서 가능하다. 그 외에도 Suica를 이용할 수 있는 일부 점포, PASMO 등 상호 이용 가능한 타사 노선의 역에 있는 매표기나 카드 충전기에서도 가능하다. 최대 20,000 엔까지 충전할 수 있어 같은 카드를 반복 사용할 수 있다. 1회 충전 금액은 1,000 엔, 2,000 엔, 3,000 엔, 4,000 엔, 5,000 엔, 10,000 엔이다. 뷰카드 이외의 신용카드를 이용한 충전은 정기권 발매기에서 정기권 구입시 동시에 충전하는 경우에 한정해 가능하다(My Suica를 Suica 정기권으로 변경할 때도 가능). 이전 서일본 여객철도(JR 서일본)의 ICOCA 사용 가능 지역 내의 미도리노마도구치에서 일반 신용카드로의 충전이 가능했지만, SMART ICOCA의 일반 크레디트 카드 취급 개시에 수반해 2008년 6월 30일로서 취급 종료가 되었다.
My Suica 및 Suica 정기권은 개인정보가 등록되어 있기 때문에 취급역에서 본인 확인 서류를 제시한 다음 분실한 카드의 ID 번호를 신고하면, 충전 금액이 보존된 채 재발행된다(Suica 정기권인 경우에는 정기권도 같이 보존). 재발행 시에는 수수료, 예탁금이 각각 500 엔으로 합쳐서 1,000 엔이 필요하다. 분실한 카드가 발견되었을 경우는 미도리노마도구치에 신고한 다음 예탁금의 500 엔이 반환된다. 단, 무기명식 Suica 카드의 경우는 분실시 잔고 보증은 없다. 또한 Suica 이용 불가능 구간에 사용하는 정기권의 경우는 Suica가 발행되지 않고, 통상의 자기식으로 발행된다.
Suica는 기본적으로 대체 수송을 받을 수 없지만, Suica 정기권의 유효 기간 내에서 권면 표시 구간내에서의 승차에 한정해 받을 수 있다. 이 카드로 입장 후 수송 혼란으로 나갈 수밖에 없게 되었을 때는 역무원 설정으로 유인 개찰 또는 자동 개찰기에서의 입장 처리를 취소하지 않으면 안 된다. 또, 통상시에 입장권과 같은 동일역에서의 입·출은 할 수 없다.
또한, Suica는 마지막에 이용된 날부터 10년간 이용이 없는 경우 못 쓰게 되며, 새로 사야 한다.

### 이용 이력의 출력
이용 이력은 센터 서버에 기록되고 있는 바로 앞 50건의 이용 이력과 Suica 카드로 기록되고 있는 바로 앞 20건의 이용 이력과 3건의 상세 이력이 있다. 이것들 중 센터 서버에 기록되고 있는 바로 앞 50건의 이용 이력은 역의 자동 매표기와 카드 발매기로 인자가 가능하다. 다만, 센터 서버가 점검 등으로 정지(정례 점검·매일 0:50 - 5:00) 하고 있으면 인자할 수 없다. 한 번 인자를 실시하면 센터 서버의 데이터에 인자가 끝난 플래그가 기록되어 Suica 지역에서의 재인자는 할 수 없다. 덧붙여 일부의 역에서는 PASMO와 같게 바로 앞 20건까지 인자할 수 있어 재인자도 가능하다. 또, Suica 카드로 기록되고 있는 바로 앞 20건의 이용 이력도 역의 자동 매표기와 카드 발매기로 표시할 수 있는 것 외, PASMO 지역의 기기에서는 이력이 카드로 남아 있는 동안은 몇 번이라도 이력 인자가 가능하다. 그 외에도 FeliCa용 리더 라이터와 소니로부터 제공되는 전용 소프트웨어를 사용해 읽어낼 수도 있다. 카드상의 이용 이력을 기억하는 영역에는 상호 인증이 불필요하고 리드 액세스 가능한 서비스 파일이 오버랩 되고 있어 암호열쇠 없이 이용 이력의 읽기가 가능하지만, 라이트 액세스에는 상호 인증이 필요하다. 게다가 일부의 유시에 의해 이력 표시용 프리 소프트웨어도 개발·배포되고 있다.
이용 이력에는 일자·승차역·하차역·잔액·통번 등이 기록되어 승·하차 외, 충전했을 때나 전자 화폐로서 물품 구입했을 때에도 기록이 추가된다. Suica에는 3건의 상세한 이용 이력이 기록되고 있어 개찰 통과시각(시분까지)이나 금액이 기록되고 있다. 이것은 정기권으로의 통과 정보도 포함되어 있고, 이쪽도 유시가 작성한 일부의 프리 소프트웨어를 이용해 읽어내는 것이 가능하다.

## 철도 이용

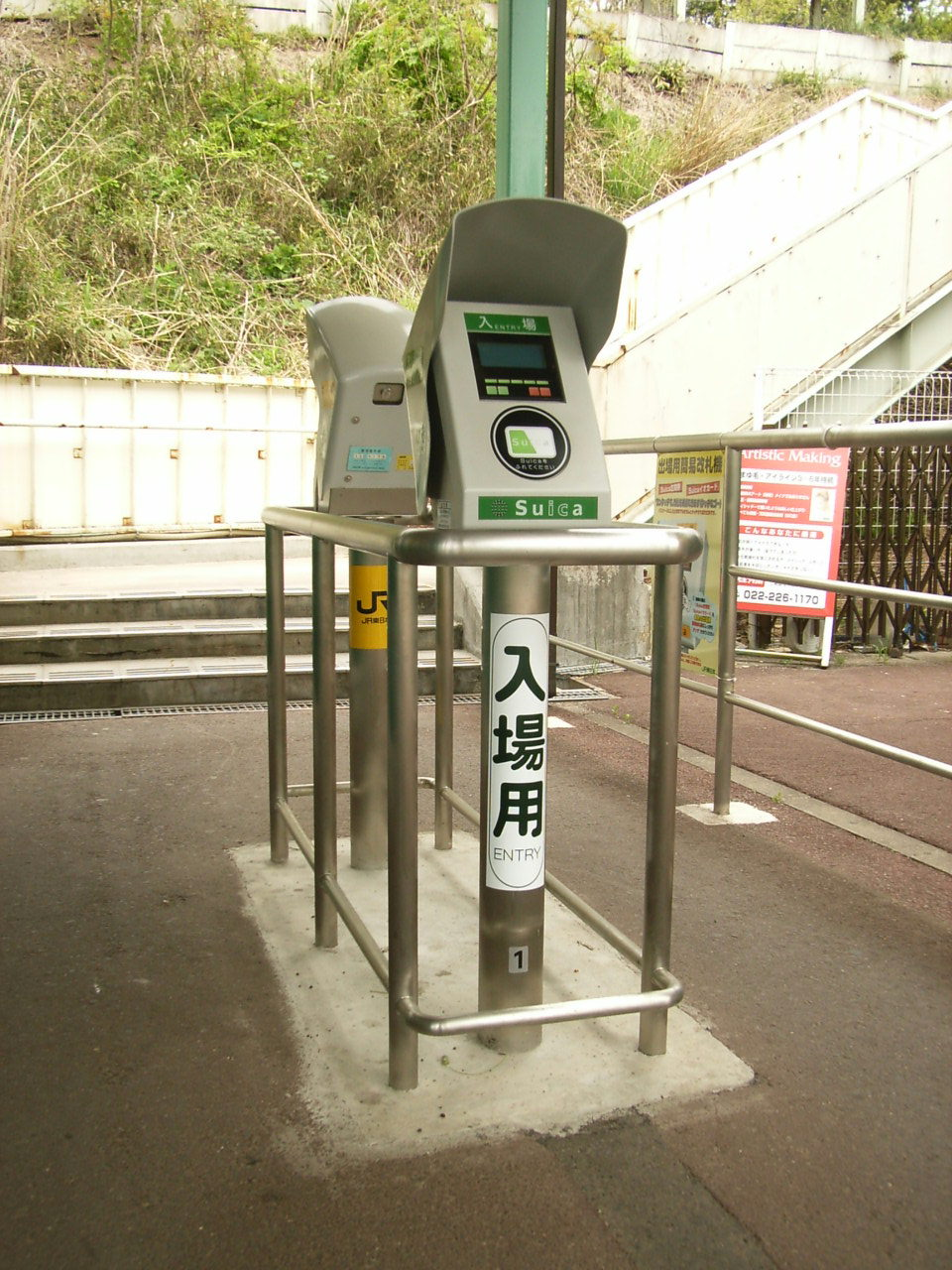
간이 Suica 개찰기(센잔 선 구즈오카역)

개찰구를 통과할 때 카드 판독부에 Suica를 가볍게 터치한다. 승차역의 터치시에 최초구간 운임 상당액이 충전 되어 있는지, 또는 유효한 정기권 정보가 있는지를 확인한다. 이 시점에서 충전 금액은 빼지 않는다. 하차역의 터치시에 승차된 구간의 운임이 전액 정산된다. 징수 금액과 잔액은 그 때마다 개찰기의 디스플레이에 표시된다. 덧붙여 2007년 3월 17일까지는 승차시에 최초구간 운임이 공제되어 하차시에 승차 구간의 운임과 최초구간 운임과의 차액이 공제되는 시스템을 채용하고 있었다.
Suica 정기권은 정기권 구간외와 구간내를 갈아탈 때의 정산도 자동으로 행해진다. 이 경우 구간외 승차 중에서 만나도 어디까지나 Suica 정기권으로서의 효력은 계속된다. 덧붙여 자동 정산기에 있어서의 충전액을 이용한 정산이나 정기권 구간과 병용한 정산(정기권으로 연결되는 승차권과의 병용)을 할 수 없기 때문에 함께 유인 개찰에서 대응한다.
주로 사용 가능 지역의 교외에 있는 작은 역에서는 자동 개찰기가 설치되어 있지 않은 것이 많지만, 이 경우는 간이 Suica 개찰기(사진)에 터치해 승·하차한다. 터치하지 않으면 다음번부터 이용할 수 없게 되는 일이 있다. 단지, 간이 Suica 개찰기가 설치되어 있는 많은 역에서는 자동 정산기가 설치되어 있지 않기 때문에 충전 금액이 부족했을 경우는 역 계원에게 신청해 정산할 필요가 있지만, 무인역 등 일부의 역에서는 개찰외의 자동 매표기로 부족분을 충전해 다시 개찰기에 터치하는 것으로 정산한다.

### Suica 지역 밖으로 나올 때의 제한
Suica 지역내의 역에서 승차해 지역외의 역에서 정산할 때는 역무원이 Suica용 휴대 표시기(Suica를 대면 이용 이력이나 잔액이 표시되는 인식 전용 기기)를 사용해 승차 기록을 확인한 다음 현금으로 정산을 실시한다. 이 경우 Suica에 하차 기록을 쓸 수 없기 때문에 출장 증명서를 발행받아, 다음번 이용시에 Suica 지역 내의 역 창구 등에서 하차 처리를 실시할 필요가 있다. 덧붙여 Suica 지역내에서도 시스템에 대응하고 있지 않는 일부의 역이나 개찰구에서는 이용할 수 없는 경우가 있다.
또, Suica 지역 내의 역에서 승차해 타사 노선에 자기 승차권으로 갈아 탈 때, 연락용 자동 개찰기에 먼저 자기 승차권을 투입해 그 후 Suica를 터치하는 것으로 연락용 자동 개찰기를 이용할 수 있다(일부 개찰기를 제외).

### 신칸센으로 갈아 타는 경우의 운임 자동 정산
JR 동일본의 재래선의 역에서 승차하고, 또는 연락 타사 노선구간(JR 이외의 사철·지하철의 노선 구간 가운데, JR의 재래선에 승계역(연락역)그리고 연락 개찰로 갈아탈 수 있는 구간)의 역에 입장해 연락 개찰기로 재래선에 연락하고, 도호쿠/홋카이도/조에쓰/호쿠리쿠/야마가타/아키타/도카이도 신칸센으로 갈아 타는 경우에 운임 자동 정산을 실시하는 구조가 2008년 3월에 도입되었다. 다만 제한 사항이나 주의 사항이 있다.
JR 동일본의 재래선 구간의 운임만 정산하려면 Suica, PASMO, TOICA, ICOCA를, 타사 노선구간을 포함한 운임 정산에는 Suica, PASMO를 사용 가능(복수매 병용은 불가)하다. 이하, Suica를 대표시킨다.
원칙
Suica로 승차해 환승역에 있는 신칸센 환승 개찰기로 신칸센으로 사용하는 승차권을 투입, 다음에 Suica를 터치하면 운임이 자동 정산된다.
신칸센으로 사용하는 승차권이 「도쿄도 구내」/「도쿄 야마노테 선내」/「요코하마시내」/「센다이시내」(지역내)발인 경우
제한: 운임 정산 구간의 기점이 지역내에 있어(하의 c-2나 d-2)기점과 종점이 동일 지역 내가 되는 것부터, 자동 정산 불가.
주의: 환승역이 아니고, 연락역에 있는 연락 개찰기로 자동 정산이 되는 경우(하의 b-2.)가 있다.
a.지역 외의 역에 「Suica 카드」/「Suica 정기권」(※)으로 승차하고,지역내 환승역에 이르는 경우→환승역에서 자동 정산.
b.연락 타사 노선구간의 역에 「Suica 카드」/「Suica 정기권」(※)으로 승차하는 경우, 1.연락역이 지역 외에 있다→Suica를 연락 개찰기에 대, 환승역에서 자동 정산,2.연락역이 지역내에 있는 경우→연락 개찰기로 자동 정산.
※유효 구간이 지역 내에 있는 것을 제외한다.
c.지역 내에서 갑역에 승차해 병역에서 갈아 타는 경우, 1. 갑역에 승차권으로 승차하면 운임 정산 불요, 2.갑역에 잘못해 「Suica 카드」로 승차하면 갑-병이 운임 정산 구간이 되어 자동 정산 불가.
d.지역내에서 을역=환승역 보다 앞에 있는 다른역까지 유효한 「Suica 정기권」(유효 구간이 지역 외나 연락 타사 노선구간으로부터 있는 것을 포함한다)이 있어도, 자동 정산에는 이용 불가. 출발역에 「Suica 정기권」으로 승차하는 경우, 1.유효 구간내 지역 내에 있는 역에서 하차해, 그 역에 승차권으로 입장하면 운임 정산 불요, 2. 다른역을 지나쳐 병역에 이르면 을-병이 운임 정산 구간이 되어 자동 정산 불가.

### 그린차 Suica 시스템
많은 정보를 비접촉으로 통신 가능한 FeliCa의 이점을 활용해 JR 동일본에서는 수도권의 보통 열차의 그린차에 이 카드를 이용한 그린차 시스템을 도입하고 있다.
좌석 상부에 설치된 리더 라이터에 미리 그린권정보가 쓰인 Suica를 승객 스스로 갖다 댄다. 이때 램프가 적색→녹색으로 변화해 차내 개찰이 생략된다. 덧붙여 보통 열차의 1등차는 자유석에서 동일 열차내에서 좌석을 이동해도 그 때마다 좌석 상부의 리더 라이터에 터치하면 좋다. 단, 개찰을 나오지 않고 후속의 열차로 갈아 타는 경우는 마지막에 착석한(터치한) 좌석의 리더 라이터에 내리기 직전에 재차 터치해 램프를 녹색으로부터 적색으로 해 둘 필요가 있다. 덧붙여 하차 할 때에는 리더 라이터에 터치할 필요는 없고, 구입 구간을 지나 다른 좌석의 리더 라이터에 터치된 시점에서 자동 갱신(램프가 녹색→적색)된다.
자동 개찰기로의 이용과는 달라, 미리 역의 자동 매표기, 또는 모바일 Suica으로의 온라인 결제로 「Suica 그린권」이라고 불리는 그린권 정보를 쓰는 것이 필요하다. 종이로 발권은 되지 않는다. Suica 그린 정기권은 구입한 시점에서 그린권 정보가 탑재되고 있으므로, 이용 때마다 그린권 정보를 쓸 필요가 없다. 개찰내는 Suica 그린권만 구입 가능하다.
현재는 쇼난 신주쿠 라인, 우쓰노미야선(도호쿠 본선)·다카사키선(조에쓰선·료모선 직통열차를 포함한다), 도카이도선·이토선, 요코스카선·소부 쾌속선(소부 본선·나리타선·우치보선·소토보선 직통열차를 포함한다), 조반선의 보통 열차의 그린차로 도입되고 있다. 다만 Suica 이용 가능 구간외의 아타미 - 누마즈 간은 미도입이기 때문에 자기 그린권만의 대응이 되지만, 이러한 구간까지는 동액이 되는 역까지 구입한 다음 차내에서 차장 또는 그린 어텐던트에게 그 취지를 신청하면 좋다.
이 시스템은 PASMO·TOICA로도 이용할 수 있지만, ICOCA는 이용할 수 없다.

## 이용 가능 구간
Suica 발행 사업자의 구간
- 동일본 여객철도(이하 JR 동일본) - 수도권 지역(도쿄 근교 구간, 다만 가이라쿠엔역을 제외한다)·센다이 지역·니가타 지역(니가타 근교 구간)
  - 도호쿠·조에쓰 신칸센 중 도쿄역 - 나스시오바라역·다카사키역 사이(Suica 플렉스〔펄〕은 정기권과 신칸센의 역이 2개이상 포함되는 Suica 정기권만 이용 가능. 그 이외의 Suica의 경우는 별도 특급권을 구입해도 이용할 수 없기 때문에 승차권을 구입할 필요가 있다.)
  - 모바일 Suica 특급권은 JR 동일본의 신칸센 전선(도호쿠·야마가타·아키타·조에쓰·호쿠리쿠 신칸센)의 전역 상호간에서 이용할 수 있다.
  - JR 동일본의 자동 개찰기 설치역에서도 상기 지역 이외는 Suica 대응으로 하고 있지 않다. 이것은 동일 지역내에서 자동 개찰기 설치역과 비설치역이 혼재하고 있는 경우가 많이 승·하차 미처리의 Suica가 다수 발생하기 때문이다.
- 도쿄 모노레일 - 전선
- 도쿄 임해 고속 철도 - 전선
- 사이타마 신도시 교통 - 전선
- 센다이 공항 철도 - 전선

상호 이용이 인정되고 있는 것 외의 사업자(타카드)의 구간
- TOICA 지역
- ICOCA 지역(긴키권 지역/오카야마·히로시마 에리어)
- Kitaca 지역
- PASMO 지역

모두 승차로부터 하차까지 동일 지역 내에서 이동하는 경우에 한정해 사용할 수 있어 동일 지역 내의 다른 사업자 구간과의 사이로도 환승 사용이 가능하다. 도쿄 임해 고속 철도 및 PASMO 지역과 JR 동일본의 수도권 지역, 센다이 공항 철도와 JR 동일본의 센다이 지역은 각각 환승 사용할 수 있다. 덧붙여 지역 외에서 지역 내에 가는 경우는 하차역의 유인 창구에서 승차역을 신고 후에 잔액을 이용해 정산하는 것도 가능하다.

## 상호 이용

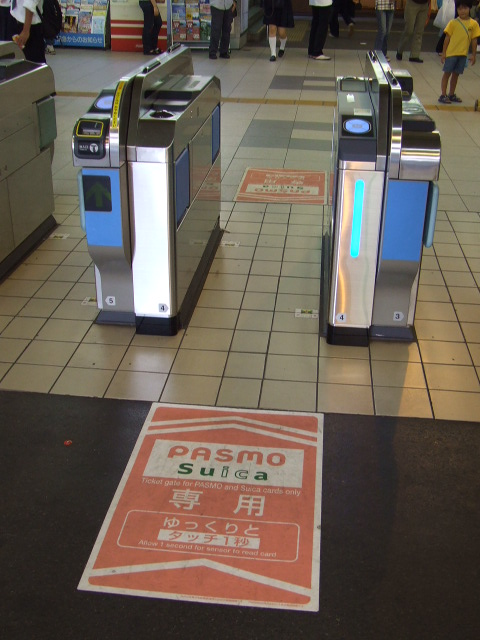
PASMO・Suica 전용 자동 개찰기(오다큐 전철 에노시마 선 후지사와역)

이 카드는 이하의 카드 사업자와의 사이에 상호 이용이 가능하게 되어 있다. 즉, 아래와 같이 Suica 이용 가능 구간에서 아래와 같은 카드를 서로 이용하는 것이 가능하다. 다만, 구역이나 취급에 제한이 있는 경우가 있다.
ICOCA(JR 서일본)
서일본 여객철도(JR 서일본)이 오사카 근교 구간(일부 구간 제외)에서 도입하고 있는 IC카드 ICOCA와 2004년 8월 1일에 상호 이용이 개시되었다. 덧붙여 동카드는 2007년 9월 1일부터 오카야마·히로시마 지역에서도 이용이 개시되고 있다. 또, 2008년 3월 18일부터 전자 화폐의 상호 이용이 개시되었다.
PASMO(가맹 각사국)
주식회사 파스모에서 발행하는 비접촉형 IC카드 교통 카드 PASMO는 2007년 3월 18일의 도입시부터 상호 이용이 개시되고 있다. 2008년 3월 29일부터 승차용으로서는 이용할 수 없었던 센다이·니가타의 Suica 지역에서도 PASMO를 이용 가능하게 되었다. PASMO는 Suica 지역내에서는 전기능을 이용할 수 있게 되었다.
TOICA(JR 도카이)
2008년 3월 29일부터 도카이 여객철도(JR 도카이)의 TOICA와의 상호 이용이 개시되어 나고야·시즈오카 지역에서의 이용이 가능하게 되었다. 덧붙여 당분간 TOICA와 Suica·ICOCA의 각 지역을 걸치는 이용은 지금 그대로 대응하지 않는다(후술의 모바일 Suica에 의한 신칸센 특급권의 티켓 트레스 서비스에 의한 수도권⇔도카이도 신칸센의 이용 제외).
2008년 10월 25일 기준, 상호 이용에 대해 표에 적는다.
- ◎：교통 이용시·전자화폐 기능 모두 이용 가능, ○：교통 이용시만 이용 가능, ×：이용 불가능

| 이용처→ ↓소지 카드 | Suica      | PASMO | ICOCA | PiTaPa | TOICA | Kitaca |
| ------------------ | ---------- | ----- | ----- | ------ | ----- | ------ |
| Suica              | ◎          | ◎     | ◎(1)  | ×      | ○     | ×(7)   |
| PASMO              | ◎(2)       | ◎     | ×     | ×      | ×     | ×      |
| ICOCA              | ◎(3)(4)(5) | ×(5)  | ◎     | ○      | ○     | ×      |
| PiTaPa             | ×          | ×     | ○(6)  | ◎      | ×     | ×      |
| TOICA              | ○(2)(4)(5) | ×(5)  | ○     | ×      | ○     | ×      |
| Kitaca             | ×(7)       | ×     | ×     | ×      | ×     | ○      |

주
(1) PiTaPa 가맹 각사 노선⇔JR 서일본 노선 환승 개찰구에서는 이용 불가(린쿠타운역의 전용 개찰구 제외).
(2) 센다이 공항선은 유인 창구에서의 취급이 된다.
(3) Suica 그린권은 구입 불가.
(4) PASMO 가맹 각사 노선⇔JR 동일본 노선 환승 개찰구에서는 이용 불가 외, PASMO 가맹 각사국 관리의 일부 JR 개찰구에서 미대응의 역 있음.
(5) 아야세역-기타센주역사이만○
(6) ICOCA지역 이용시에는 사전에 충전이 필요.
(7) 2009년 3월 14일부터 전자 화폐 기능을 포함한 상호 이용 개시.
아래와 같은 사업자에서는 향후의 상호 이용이 예정·검토되고 있다.
- 스루토 KANSAI의 가맹 각사국이 도입을 진행시키고 있는 PiTaPa와도 상호 이용이 검토되고 있지만, PASMO와의 균형도 있기 위해서 도입 시기는 미정이다.
- 홋카이도 여객철도(JR 홋카이도)가 2008년 10월 25일부터 도입한 Kitaca는 2009년 3월 14일에 전자화폐를 포함한 상호 이용을 실시할 예정이다.

## 전자 화폐로의 이용
- Suica의 노선버스 및 택시로의 이용에 대해서는 (PASMO와 달리)전자 화폐에 준한 취급이 된다. 따라서 전자 화폐 비대응의 구 Suica카드는 사용할 수 없다.
- 전자 화폐로서는 빗트와렛트의 Edy가 선행하고 있었다. 혼잡한 역 구내에서는 물건 판매의 지불로 전자화폐를 활용하는 것으로 거스름돈의 교환을 줄일 수 있어 빠른 쇼핑이 가능해져 보다 편리성이 높다. 이 가능성에 주목한 JR 동일본에서는 이 카드를 전자화폐로서 활용하는 것으로 해, 2003년 11월부터 VIEW Suica 회원 한정으로 Suica 전자 화폐 모니터를 실시하고 있었다. 그것이 호평이었기 때문에 다음 2004년 3월 22일부터 정식으로 Suica 쇼핑 서비스로서 스타트하고 있다.

## 기능의 확충

### 크레디트 카드 기능의 부가(타사와의 제휴)
이 카드의 기능을 탑재한 크레디트 기능부의 카드에는, VIEW 카드의 기능에 Suica 정기권의 기능을 추가한 표준의 VIEW Suica를 필두로, 역 건물·여행 상품·항공 회사 등의 포인트·회원 관리 기능과 Suica 이오 카드의 기능을 통합한 더블페이스 카드, 은행 현금카드와 뷰 카드 기능, Suica 이오 카드를 일체화한 조인트 카드가 있다.
VIEW Suica 카드는 500 엔의 맡겨진 돈은 불필요하다. 충전은 현금 외, 크레디트 카드 기능을 이용하고 현금을 사용하지 않고 충전 하는 것도 가능하고, 2006년 10월 1일부터는 자동 개찰기를 통과할 때에 자동 충전되는 「자동 충전」서비스도 개시되고 있다.

### 사원증 Suica
포스터에 부속되는 리더에게 이 카드(모바일 Suica를 포함)를 터치하면 사전에 등록한 휴대 전화의 메일 주소앞에 캠페인 정보 등의 메일의 전달이나 추첨 등을 할 수 있는 포스터·Suica·휴대 전화의 3개를 조합한 광고 시스템이다.
2006년 7월 31일 신주쿠역의 마쓰시타 전기산업(현·파나소닉)의 캠페인부터 전개가 개시되었다. 2007년 4월 2일에는 이케부쿠로역·우에노역·도쿄역·신바시역·시부야역의 5역을 더한 합계 6역에 설치 개소가 확대되고 있다.

### 신칸센 특급권의 티켓 트레스 서비스(JR 동일본·JR 도카이)
모바일 Suica의 회원은 어플리로부터 소정의 조작을 실시하는 것으로 승차시에 휴대 전화를 도호쿠·홋카이도·야마가타·아키타·조에쓰·호쿠리쿠·도카이도 신칸센의 자동 개찰기에 터치할 만한 티켓트레스로 이용하는 것이 가능하다.
그 밖에 JR 도카이의 「익스프레스 예약」에 입회·등록을 실시하면 도카이도 신칸센의 인터넷 예약·티켓 트레스 서비스를 이용할 수 있다. 이 경우는 사전에 모바일 Suica를 조작해 익스프레스 예약 전용의 회원 등록을 실시하는지, JR 도카이 익스프레스 카드에 입회해 모바일 Suica에 등록하는 것이 필요하다. 어느 경우도 모바일 Suica의 연회비와는 별도로 익스프레스 예약 전용 회원, 또는 익스프레스 카드의 연회비가 별도 징수된다. 또한 현재로서는 JR 서일본의 「J-WEST 카드 익스프레스」에서는 등록·이용은 할 수 없기 때문에 주의가 필요하다.
덧붙여 JR 동일본 지구의 신칸센과 도카이도 신칸센에서는 예약시에 실시하는 모바일 Suica의 조작이 다르다. 이것은 통상의 Suica 카드나 View Suica를 이용할 수 없다.

### 보관함

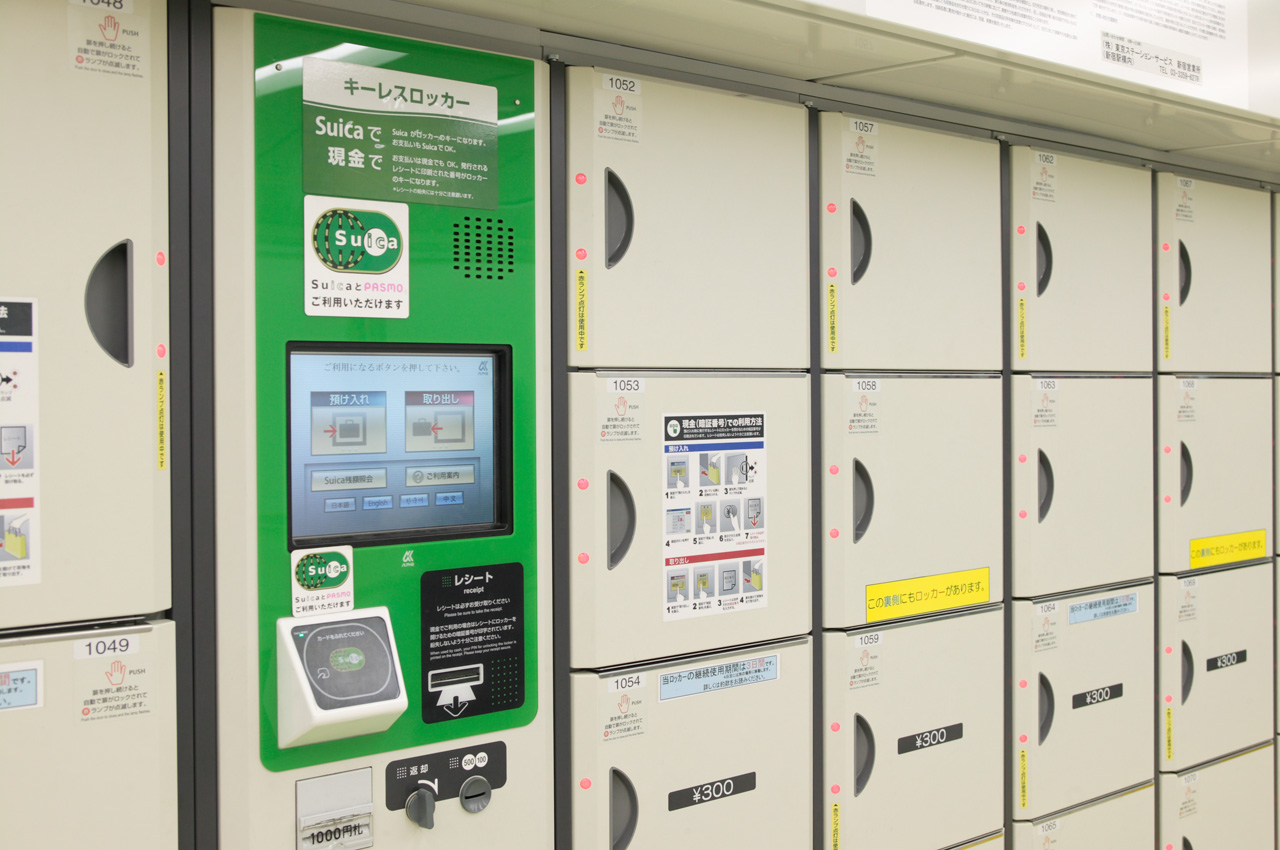
보관함

수도권 주요역을 중심으로 현금 외, Suica와 PASMO와 ICOCA에 대응하는 보관함의 설치가 진행되고 있다. 조작은 터치 패널로 실시, 영수증도 발행된다.

### 일본 철도 박물관의 입/퇴관
사이타마현 사이타마시 오미야구에 있는 일본 철도 박물관에서 Suica(PASMO·ICOCA)를 이용한 입·퇴관 시스템을 도입하고 있다. 1등차 Suica 시스템과 대체로 같으며 입관시에 입관권정보를 구입해, Suica에 기록하는 것으로 그대로 입관권이 되어 개찰기에 터치해 입관한다. 또, 관내의 레스토랑·박물관 숍·자동 판매기도 Suica를 이용할 수 있다. 덧붙여 같은 관은 입장이나 체험 승차의 예약에서는 IC카드제가 되고 있기 때문에 이 카드를 소지하고 있지 않는 입관자에게는 입관권 대신에 전자 화폐 비대응의 대출용 입관 IC카드를 대여 한다.

### e-AMUSEMENT PASS 연동
코나미의 아케이드 게임 전용 네트워크 서비스인 e-AMUSEMENT PASS를 사용 가능하기도 하다. 이는 국내 정발기기도 사용가능하나, PASELI 서비스는 이용 불가능하다.

## 같이 보기
- 전자화폐